# Clerodendrum trichotomum
Il Clerodendrum trichotomum è una pianta della famiglia delle Verbenaceae, originaria del Giappone.
È la specie di Clerodendrum più comune in Italia.

## Descrizione
È un grande arbusto che raggiunge un'altezza di 4 m, chioma larga fino a 4 m, molto ramificato.
I rami sono coperti di peluria.
Ha foglie decidue, scabre, lunghe fino a 25 cm, lungamente picciolate a lamina di colore verde scuro, dalla forma triangolare. La pagina inferiore ha venature pelose e ha un caratteristico odore di latte.
Fioritura tra luglio e agosto. I fiori bianchi, stellati, riuniti in grandi corimbi intensamente profumati, ricordano quelli del gelsomino.
I frutti autunnali sono bacche rotonde, delle dimensioni di un pisello,  racchiuse da un calice a forma di lanterna di colore rosso-cardinalizio. Dapprima verdi, si scuriscono all'apertura del calice, diventando blu-viola. Non sono tossici.

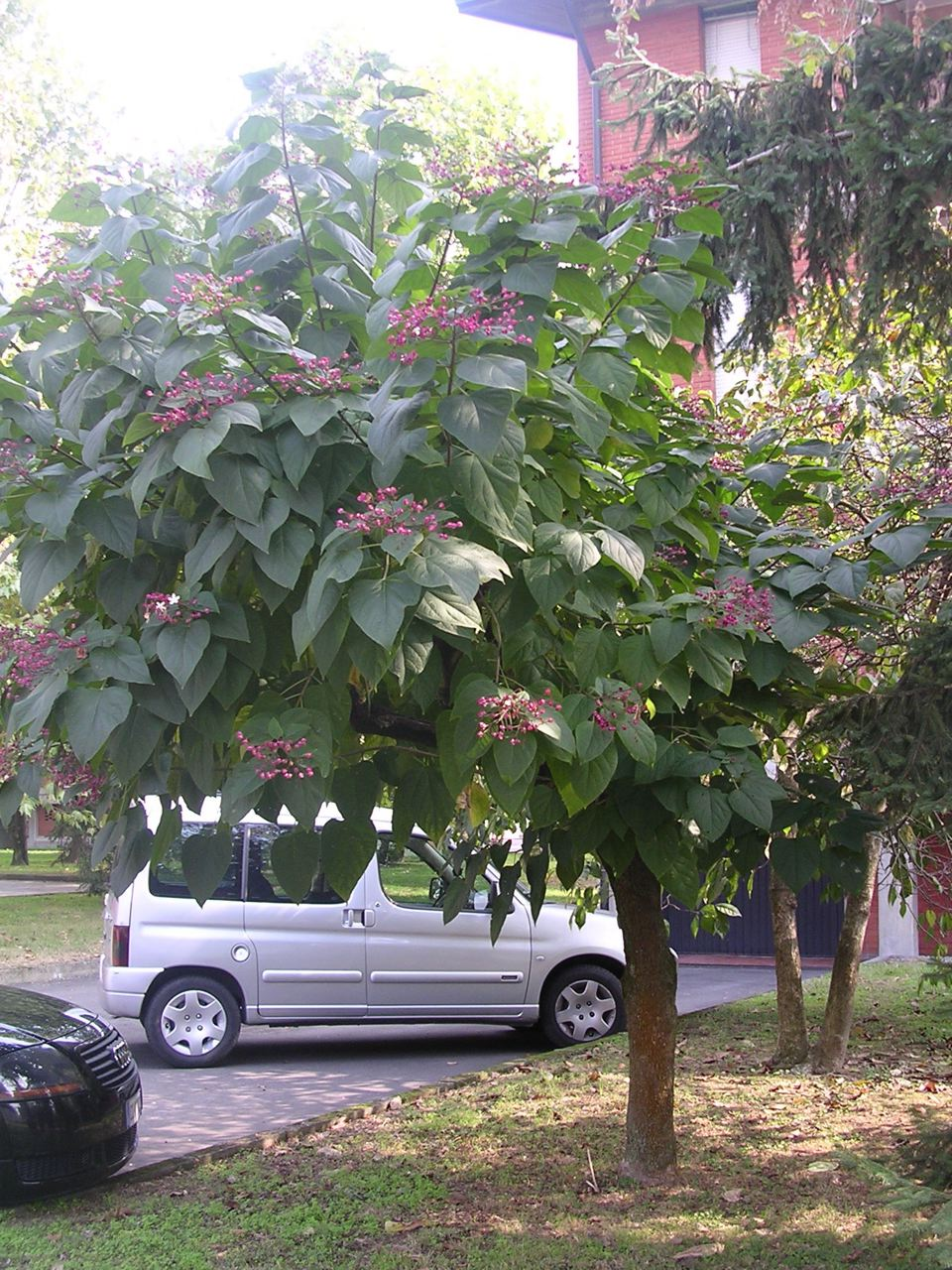
Albero
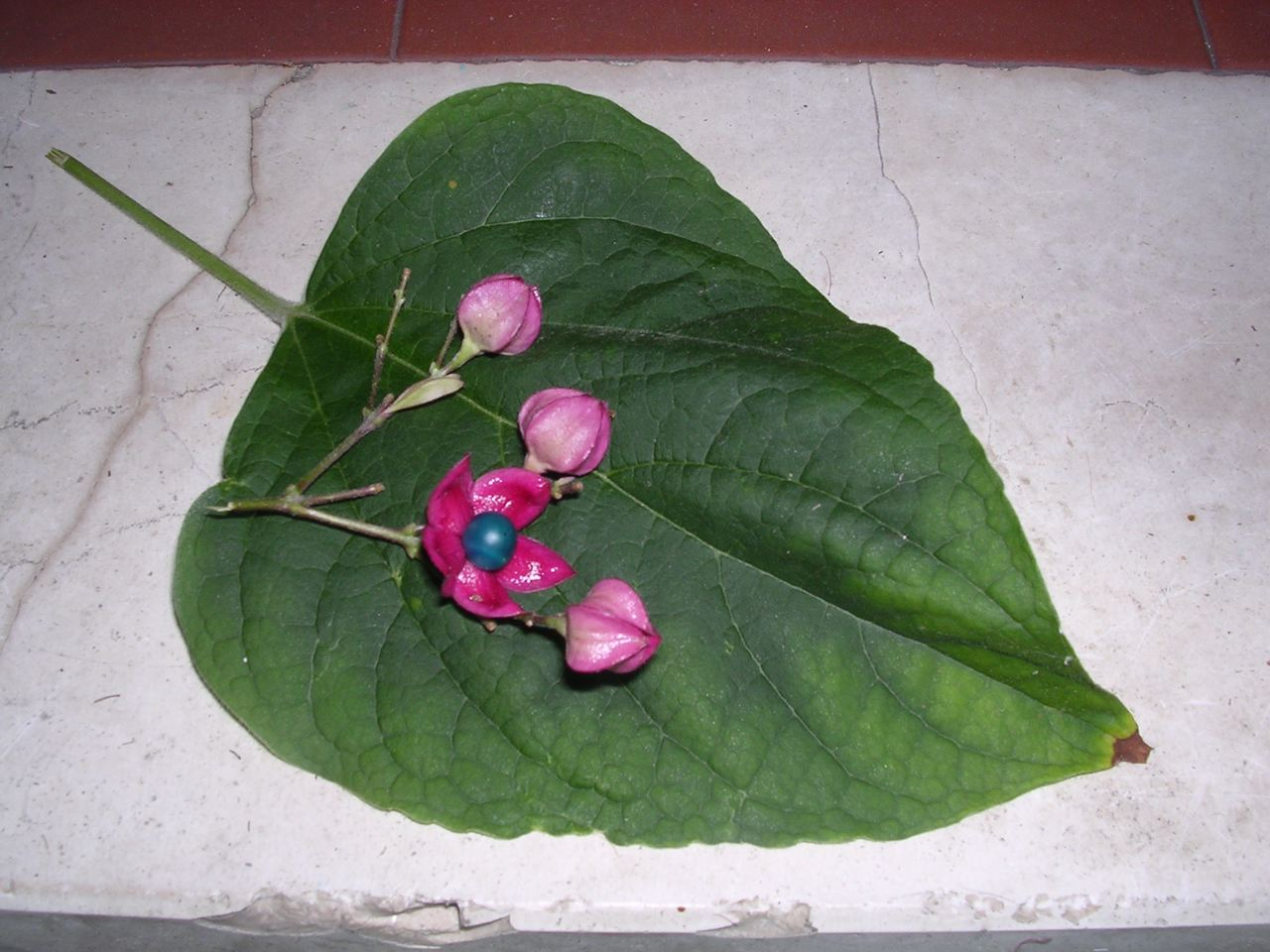
Foglia e frutto
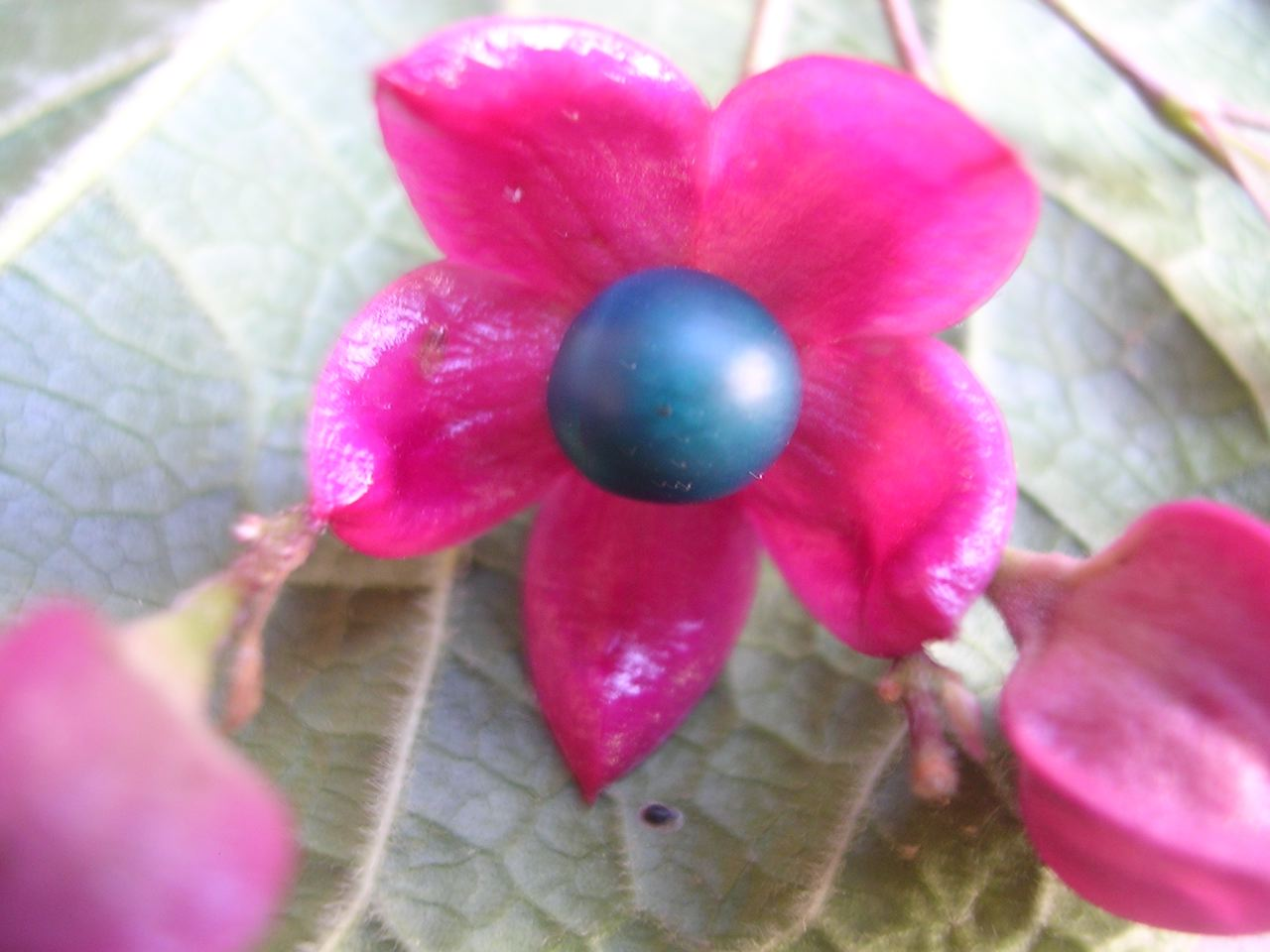
Bacca

## Usi
- Molto utilizzata come pianta ornamentale in parchi, viali e giardini. Le foglie hanno proprietà ipotensive.

## Metodi di coltivazione
Sopporta bene il caldo e il freddo (fino a -10C), ma vuole una buona esposizione al sole. Si riproduce per semina in primavera, per talea semilegnosa o interrando porzioni delle radici.